# Fiera internazionale Rashid Karame
Il sito della Fiera internazionale di Tripoli, formalmente noto come Centro fieristico internazionale Rashid Karame, è un complesso di edifici progettato dall'architetto brasiliano Oscar Niemeyer a Tripoli in Libano. Il celebre architetto fu incaricato del progetto nel 1962 e la realizzazione del complesso era prevista per un evento dell'Esposizione Universale che si sarebbe tenuto in città, ma la costruzione fu interrotta nel 1975 a causa dello scoppio della guerra civile libanese e non riprese mai più. Il sito contiene 15 edifici di Niemeyer parzialmente completati all'interno di un'area di circa 75,6 ettari (187 acri) vicino all'ingresso sud di Tripoli.

## Descrizione
La Fiera internazionale Rashid Karame è stata eretta a Tripoli, la seconda città più grande del Libano e capitale del Governatorato del Nord, ed è stata progettata da Oscar Niemeyer tra il 1962 e il 1967 e costruita fino al 1975. L'edificio principale della Fiera internazionale è costituito di un enorme spazio espositivo oblungo coperto, il Grand Canopy, sotto il quale potevano essere liberamente installati i padiglioni espositivi di diversi paesi. L'ingresso al complesso è posto all'estremità meridionale del Grand Canopy: un'ampia rampa conduce ad un portico rialzato da cui i visitatori possono scoprire l'intero insieme paesaggistico. Una serie di strutture educative, ricreative e culturali sono state immerse all'interno di un "giardino tropicale brasiliano" e collegate da vasche d'acqua e passaggi pedonali. Nella parte settentrionale, una rampa cerimoniale conduce all'anfiteatro all'aperto, sormontato da un arco monumentale che costituisce una porta simbolica della modernità e un punto di riferimento della città di Tripoli.
L'uso di elementi tradizionali dell'architettura locale intendeva esprimere le aspirazioni dei nuovi popoli arabi indipendenti a prendere parte al processo universale di modernizzazione. Per la sua scala, le sue audaci soluzioni strutturali, la sua espressione architettonica, i suoi vasti spazi pubblici e giardini modernisti, i suoi legami con edifici identitari post-indipendenza, e nonostante il deterioramento della maggior parte delle sue strutture e l'integrità precaria di molti dei suoi componenti a causa di l'invecchiamento del cemento, la Fiera internazionale Rashid Karame è una delle opere più rappresentative dell'architettura moderna del XX secolo negli Stati arabi.

## Patrimonio dell'umanità
Nel 2023 la 18ª sessione straordinaria del Comitato del patrimonio mondiale ha iscritto con procedura d'emergenza la Fiera internazionale Rashid Karame sia alla Lista dei patrimoni dell'umanità che alla Lista dei Patrimoni dell'umanità in pericolo.